# Peraclistus itaipus
Peraclistus itaipus är en plattmaskart som beskrevs av Ernst Marcus 1950. Peraclistus itaipus ingår i släktet Peraclistus och familjen Monocelididae. Inga underarter finns listade i Catalogue of Life.